# دوغ جبريل
دوغ جبريل (بالإنجليزية: Doug Gabriel)‏ هو لاعب كرة قدم أمريكية أمريكي، ولد في 27 أغسطس 1980 في ميامي في الولايات المتحدة.

## وصلات خارجية
- دوغ جبريل على موقع مرجع كرة القدم المحترفة.كوم (الإنجليزية)
- دوغ جبريل على موقع JustSportsStats.com (الإنجليزية)